# Zingiber mioga
Zingiber mioga là một loài gừng.

## Tên gọi thông thường
Các tên gọi thông thường của nó trong các ngôn ngữ khu vực bản địa là:
- Tiếng Trung: nhương hà (蘘荷, ranghe),[9] gia thảo (嘉草, Chu lễ), bác thả (猼且, Sử ký), lịch tô (蒚蒩, Thuyết văn), vu cừ (芋渠, Hậu Hán thư), phúc thư (覆葅, Biệt lục), dương hoắc (阳藿, Quảng Tây chí), dương hà (阳荷, Kiềm chí), sơn khương (山姜, Chiết Giang Trung dược tư nguyên danh lục), quan âm hoa (观音花, Chiết Giang Trung dược tư nguyên danh lục), thuần trư (蒪苴), dã lão khương (野老姜), thổ lí khai hoa (土里开花), dã sinh khương (野生姜), dã khương (野姜), liên hoa khương (莲花薑), mính hà (茗荷, minghe),  Nhật Bản khương (日本薑), Nhật Bản sinh khương (日本生薑).
- Tiếng Hàn: nhương hà (양하, 蘘荷, yangha), tại đảo Jeju là 양애 (yanghae);
- Tiếng Nhật: mính hà, myoga (みょうが, 茗荷, myōga). Engelbert Kaempfer còn đề cập các tên gọi khác trong tiếng Nhật như  dsjooka (蘘荷), mjoga, mionga, megga.[10]

## Lịch sử phân loại
Đề cập đầu tiên của người châu Âu về loài gừng này có lẽ là của Engelbert Kaempfer (1651-1716) khi ông viết về 蘘荷 (dsjooka) tại trang 826 sách Amoenitatum exoticarum politico-physico-medicarum in khoảng năm 1712.
Năm 1783, Carl Peter Thunberg định danh cho loài này là Amomum mioga trong Nova acta Regiae Societatis Scientiarum Upsaliensis, nhưng với mô tả chỉ rất ngắn là "Amomum mioga: scapo brevissimo, capsula ovata, foliis ensiformibus" (Amomum mioga: cán hoa rất ngắn, quả nang hình trứng, lá hình kiếm). Mô tả chi tiết hơn được ông viết trong sách Flora Japonica năm 1784.
Năm 1807, William Roscoe chuyển nó sang chi Zingiber. Schumann (1904) xếp nó trong tổ Cryptanthium.

## Mô tả
Cây thảo lâu năm, lá sớm rụng, cao 40–200 cm (dạng ngũ bội không quá 100 cm). Thân rễ màu ánh vàng. Thân lá có 5-6 bẹ ở gốc; bẹ có sọc, nhẵn nhụi, dạng màng. Lưỡi bẹ 2 thùy, nhọn thon, dài 3–12 mm (các lá phía dưới có lưỡi bẹ dài hơn so với các lá phía trên), dạng màng; cuống lá từ không có tới có cuống dài 0,5-1,7 cm; phiến lá hình mác-hình elip hoặc thẳng-hình mác, 20-37 × 2,8–6 cm, nhẵn nhụi hoặc mặt xa trục có lông, đỉnh hình đuôi. Cụm hoa mọc từ thân rễ, hình elipxoit, dài 5–9 cm; cuống cụm hoa từ không có tới dài đến 1,5–5 cm, ngầm dưới đất; các bẹ dạng vảy hình trứng-thuôn dài hoặc thuôn dài, nhọn, nhẵn nhụi; lá bắc màu xanh lục ánh đỏ với các gân màu tía, hình elip, dài 2,5–3 cm. Đài hoa hình ống, 2,5–3 cm, nhọn thon, dạng mo, chẻ. Ống tràng hoa hơi dài hơn đài hoa, dài 3 cm; các thùy tràng màu ánh vàng, hình mác hoăc thuôn dài-hình mác, 2,7-3 × ~0,7 cm; thùy tràng lưng lộng hơn. Cánh môi hình trứng tới trứng ngược, nguyên, dài ~3 cm; thùy giữa màu vàng với mép màu trắng, ~2,5 × 1,8 cm; các thùy bên ~1,3 × 0,4 cm, màu vàng. Bao phấn dài ~1 cm; phần phụ kết nối dài ~1 cm, màu xanh lục ánh trắng. Vòi nhụy chạy dọc theo rãnh trên nhị được tạo bởi phần phụ liên kết bao phấn và kết thúc bằng đầu nhụy dạng búi. Quả nang hình trứng ngược tới gần hình trứng, tù, 3 mảnh vỏ, nứt theo ngăn; vỏ quả ngoài với phần bên noài màu xanh lục xỉn và phần bên trong màu đỏ. Hạt màu đen; áo hạt màu trắng. Ra hoa tháng 8-10. Số nhiễm sắc thể 2n = 22 (lưỡng bội, Trung Quốc), 44 (tứ bội, Hàn Quốc), 55 (ngũ bội, Nhật Bản). Như thế, loài này có lẽ có nguồn gốc từ vùng đông nam Trung Quốc.

## Phân bố
Loài này là bản địa miền trung và miền nam Trung Quốc (các tỉnh An Huy, Chiết Giang, Giang Tô, Giang Tây, Hồ Nam, Quảng Đông, Quảng Tây, Quý Châu, Vân Nam), Đài Loan và từ quần đảo Lưu Cầu tới Nhật Bản (không có trên đảo Hokkaido), cũng như du nhập vào miền nam bán đảo Triều Tiên.
Một tài liệu năm 2008 ghi nhận Z. mioga cũng được tìm thấy tại huyện Đồng Văn, tỉnh Hà Giang, Việt Nam với tên gọi tại đó là cây lu công, củ giàng hôi.
Tại Nhật Bản, một vài quần thể mọc tự nhiên trong vùng núi, nhưng chúng không được tìm thấy ở bất kỳ đâu ngoài những nơi mà con người từng sinh sống cũng như không có quần thể hoang dại. Với số nhiễm sắc thể 2n của quần thể ở Nhật Bản là 55 (số cơ sở x = 11, 2n = 5x = 55), thì chúng là dạng ngũ bội, ít khi ra quả - trừ khi nhiệt độ trong mùa hè và mùa thu cao, và chủ yếu được nhân giống bằng phương pháp sinh dưỡng, thông qua các thân rễ. Người ta cho rằng quần thể ở Nhật Bản là do con người đem đến từ châu Á đại lục để trồng tại đây. Người ta cũng đưa ra giả thuyết rằng chủng ngũ bội ở Nhật Bản có nguồn gốc từ sự thụ phấn của các giao tử giảm phân của chủng lưỡng bội và các giao tử không giảm phân của chủng tứ bội.
Nó được trồng để lấy nụ hoa (cụm hoa) và chồi cây non ăn được ở Nhật Bản, cũng như dùng làm rau ăn và làm thuốc ở Trung Quốc. Tuy nhiên, ở bán đảo Triều Tiên thì chỉ thỉnh thoảng nó mới được trồng và tự nhiên hóa, chủ yếu ở miền nam  bán đảo và trên đảo Jeju.

## Sử dụng
Loài này có cụm hoa chưa nở hoa và chồi cây non ăn được. Tại Nhật Bản, người ta sử dụng cả cụm hoa chưa nở hoa (花みょうが, hanamyoga; hay đơn giản là みょうが myoga) và thân giả non (みょうがたけ, 茗荷竹, myogatake) làm thức ăn. Mùa thu hoạch thân giả non (chồi lá non/chồi cây non) là mùa xuân còn cụm hoa chưa nở hoa (còn gọi là chồi hoa/nụ hoa) là cuối mùa hè đến đầu mùa thu. Người ta cũng thu hoạch cả cụm hoa non ngay từ khi nó chưa trồi lên mặt đất (みょうがの子, myoganoko) trong mùa hè để làm thức ăn.
Người Nhật thường thái nhỏ nụ hoa và dùng để trang trí các món ăn truyền thống của mình, ví dụ trong món canh miso (Miso là một loại gia vị, thực phẩm quen thuộc của người dân Nhật Bản, được làm từ gạo, lúa mạch, đậu nành cho lên men trộn cùng với muối và nấm kōjikin). Canh miso là món canh truyền thống của Nhật Bản, được nấu bằng nước súp dashi. Nguyên liệu làm món này tuỳ thuộc từng vùng, thường dùng chủ yếu là tôm, đậu hũ, tảo wakame, hành lá (loại to như boa-rô). Nếu món canh có thêm thịt heo thì món này được gọi là tonjiru, nghĩa là canh thịt heo, gỏi sunomono (Namasu hay còn gọi là sunomono, namasu-kiri, là một món gỏi Nhật Bản dùng nguyên liệu là hải sản tươi sống trộn cùng với rau củ đã ngâm chua và thái mỏng. Namasu có nguồn gốc từ Trung Quốc, được du nhập vào Nhật Bản thời Nại Lương (710-794)) hay món cà tím nướng.
Thành phần tạo mùi cho myoga là α-pinen (C10H16), thành phần tạo màu đỏ là malvidin, một loại anthocyanin không bào hòa tan trong nước. Trong thân cây, nó kết hợp với một phân tử glucose và tồn tại dưới dạng malvidin 3-O-glucoside.
Myōga đã được du nhập và trồng tại Australia và New Zealand để xuất khẩu vào thị trường Nhật Bản.
Myōga cần một số điều kiện đặc biệt để sinh trưởng và phát triển, ví dụ như chúng có thể chịu được nhiệt độ ở -18 °C (0 °F), hoặc có thể lạnh hơn; sống trong bóng râm.

## Hình ảnh

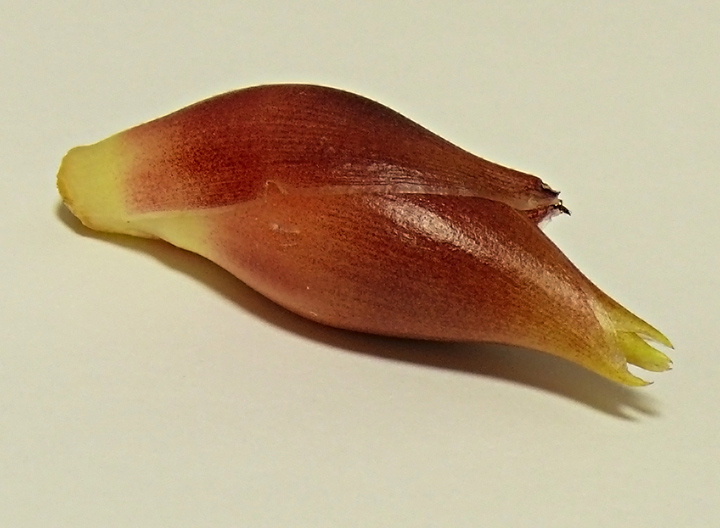
Cụm hoa
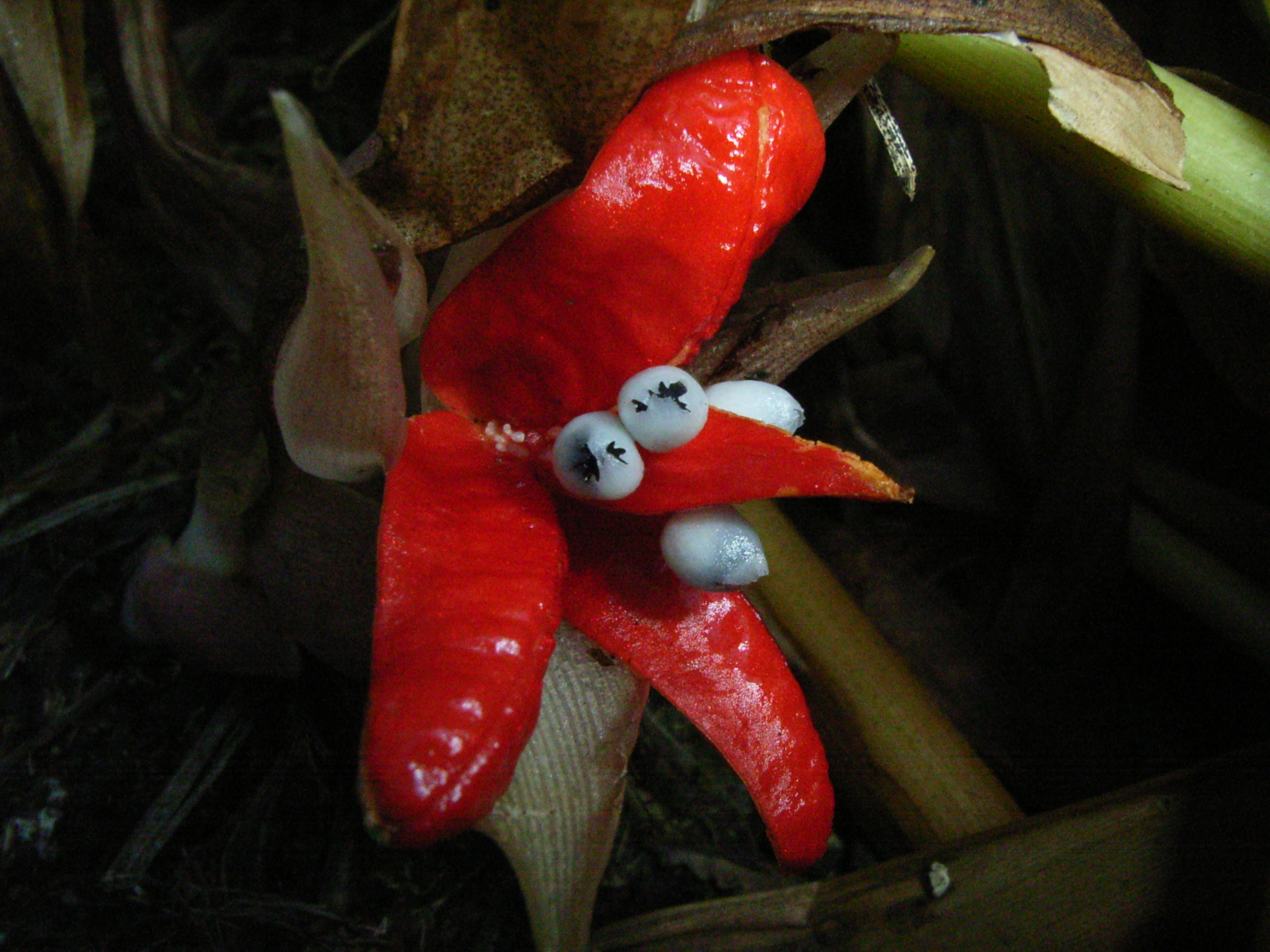
Quả với phần bên trong vỏ quả ngoài màu đỏ, hạt đen trong áo hạt trắng.
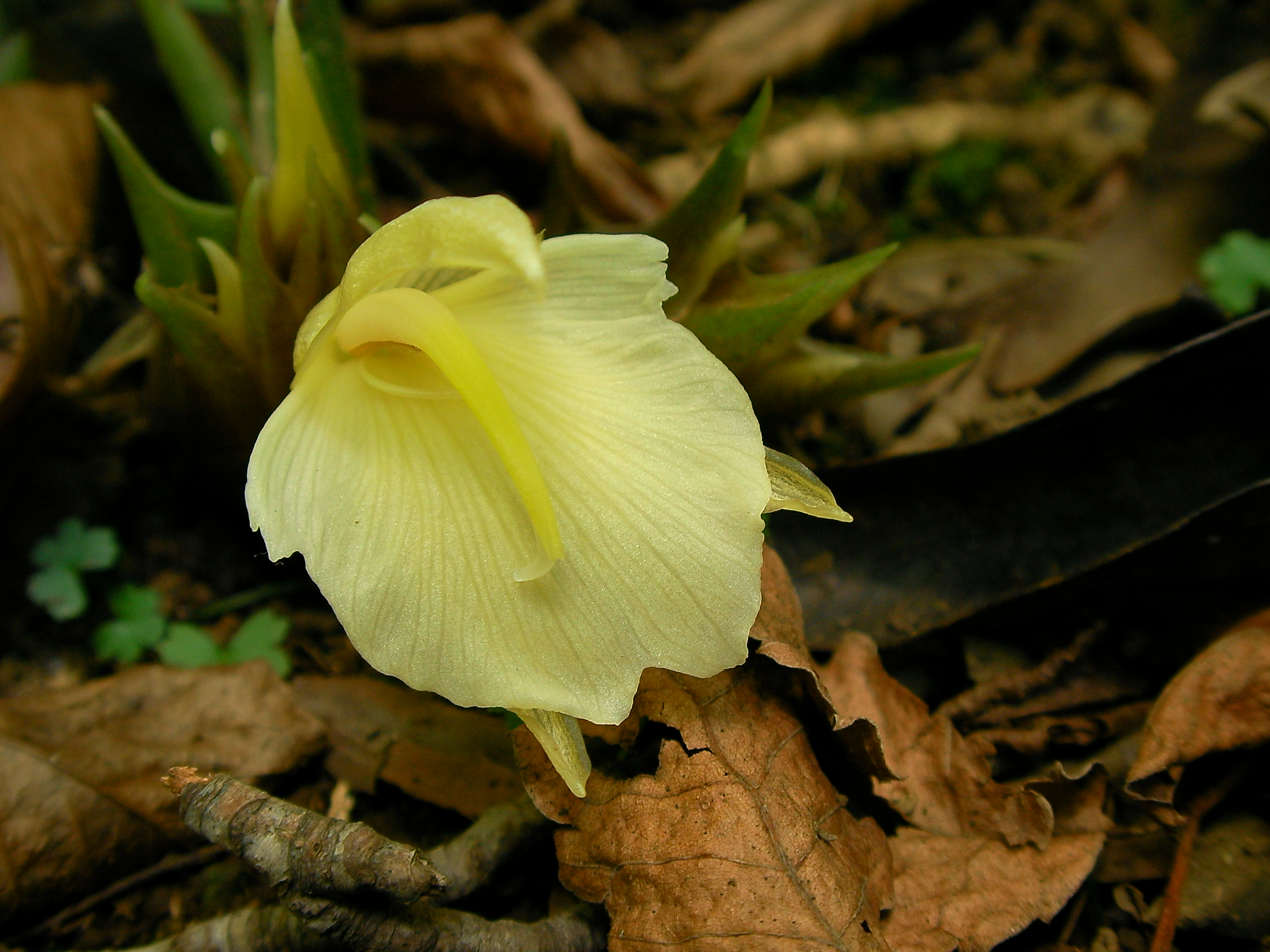
Hoa
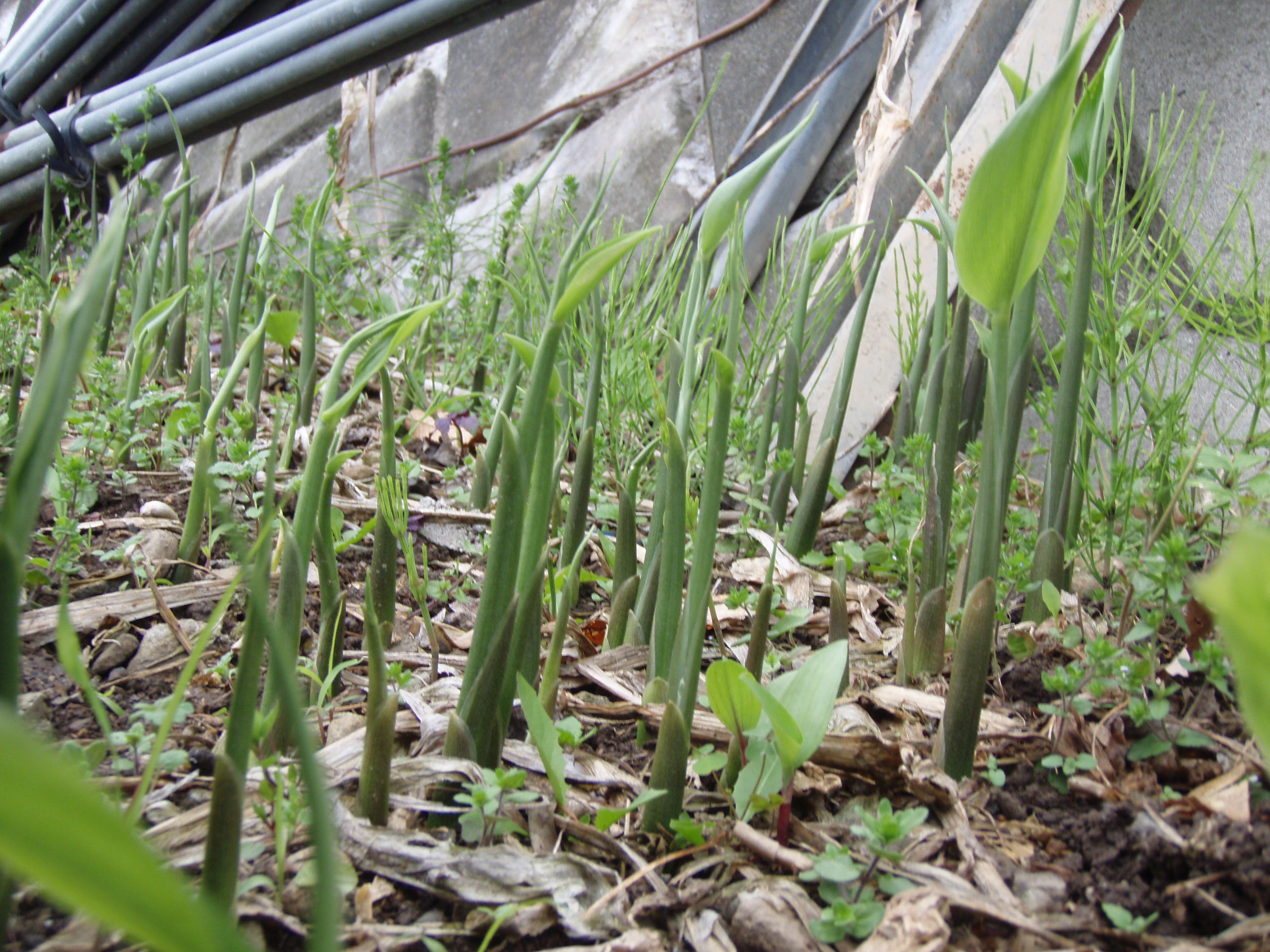
Thân giả với lá.
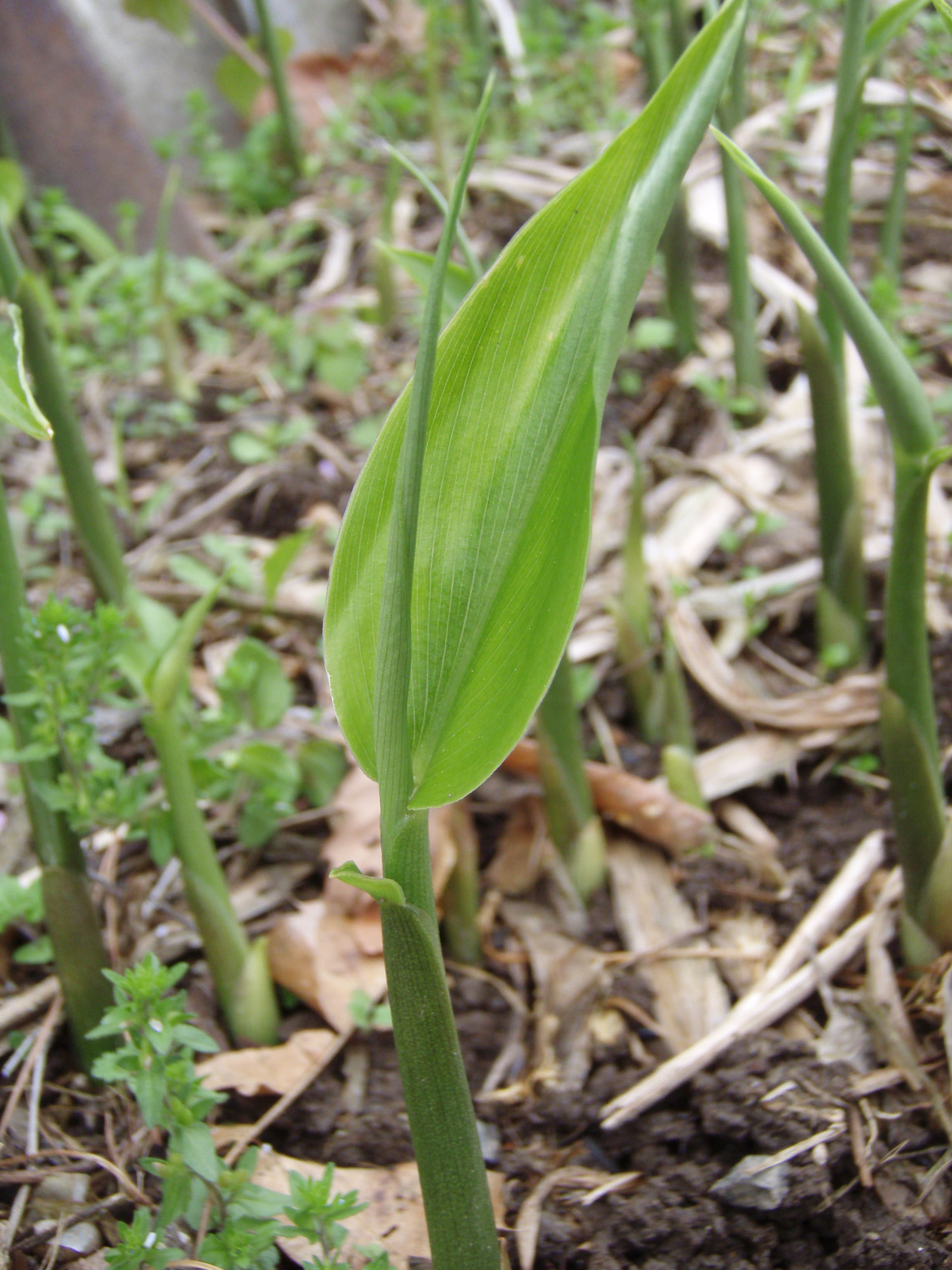
Thân giả với lá.